# Chamaesphecia
Chamaesphecia is een geslacht van vlinders uit de familie van de wespvlinders (Sesiidae), onderfamilie Sesiinae.
De wetenschappelijke naam van het geslacht werd door Arnold Spuler in 1910 gepubliceerd. De typesoort is Sphinx empiformis Esper, 1783.

## Soorten
Chamaesphecia omvat de volgende soorten:
- C. adelpha Le Cerf, 1938
- C. aerifrons (Zeller, 1847)
- C. aestivata Kralicek, 1969
- C. aethiopica Hampson, 1919
- C. affinis (Staudinger, 1856)
- C. agnes (Oberthür, 1890)
- C. albida Špatenka, 1999
- C. albiventris (Lederer, 1853)
- C. almana Rebel, 1917
- C. alysoniformis (Herrich-Schäffer, 1846)
- C. amygdaloidis Schleppnik, 1933
- C. anatolica Schwingenschuss, 1938
- C. annellata (Zeller, 1847)
- C. anthracias Le Cerf, 1937
- C. anthraciformis (Rambur, 1832)
- C. anthrax Le Cerf, 1916
- C. armeniaca (Bartel, 1906)
- C. astatiformis (Herrich-Schäffer, 1846)
- C. atlantis Schwingenschuss, 1935
- C. aurifera (Romanoff, 1885)
- C. azonos (Lederer, 1855)
- C. barada Spatenka & Pavlicko, 2011
- C. bibioniformis (Esper, 1800)
- C. blandita Gorbunov & Špatenka, 2001
- C. borreyi Le Cerf, 1922
- C. brandti Le Cerf, 1937
- C. cilicia Bartsch & Lingenhöle, 2011
- C. colochelyna (Bryk, 1947)
- C. colpiformis (Staudinger, 1856)
- C. consobrina Le Cerf, 1938
- C. corsica (Staudinger, 1856)
- C. crassicornis Bartel, 1912
- C. cyanopasta (Hampson, 1910)
- C. chalcidiformis (Hübner, 1796)
- C. chalciformis (Esper, 1804)
- C. christophi Gorbunov & Špatenka, 2001
- C. chrysoneura Püngeler, 1912
- C. darvazica Gorbunov, 2001
- C. deltaica Popescu-Gorj & Capuse, 1965
- C. diabarensis Gorbunov, 1987
- C. djakonovi Popescu-Gorj & Capuse, 1966
- C. doleriformis (Herrich-Schäffer, 1846)
- C. doryceraeformis (Lederer, 1853)
- C. doryliformis (Ochsenheimer, 1808)
- C. dumonti Le Cerf, 1922
- C. elampiformis (Herrich-Schäffer, 1851)
- C. emba Gorbunov, 2001
- C. empiformis (Esper, 1783) – Schijn-wolfsmelkwespvlinder
- C. empinaeformis (Walker, 1856)
- C. erodiiphaga Dumont, 1922
- C. euceraeformis (Ochsenheimer, 1816)
- C. fenusaeformis (Lederer, 1852)
- C. fergana Sheljuzhko, 1924
- C. ferganae Sheljuzhko, 1924
- C. festai Turati, 1925
- C. foeniformis (Herrich-Schäffer, 1845)
- C. fredi Le Cerf, 1938
- C. gorbunovi Špatenka, 1992
- C. guenter HerrMann & HofMann, 1997
- C. guriensis (Emich von Emöke, 1872)
- C. haberhaueri (Staudinger, 1879)
- C. hungarica (Tomala, 1901)
- C. inexpectata (Le Cerf, 1938)
- C. infernalis Sheljuzhko, 1935
- C. iranica Le Cerf, 1937
- C. jitkae Špatenka, 1987
- C. kautti Špatenka, 1997
- C. kautzi Reisser, 1930
- C. keili Kallies & Špatenka, 2003
- C. kistenjovi Gorbunov, 1991
- C. koshantschikovi Püngeler, 1914
- C. lahayei (Oberthür, 1888)
- C. lanipes (Lederer, 1863)
- C. lastuvkai Spatenka, 1987
- C. lecerfi (Oberthür, 1909)
- C. leucocnemis Le Cerf, 1938
- C. leucomelaena (Zeller, 1847)
- C. leucoparea (Lederer, 1872)
- C. leucopsiformis (Esper, 1800)
- C. lilloi (Köhler, 1972)
- C. mannii (Lederer, 1852)
- C. margiana Püngeler, 1912
- C. masariformis (Ochsenheimer, 1808)
- C. maurusia Püngeler, 1912
- C. mezentzevi Gorbunov, 1989
- C. micra Le Cerf, 1916
- C. minianiformis (Freyer, 1843)
- C. minima Le Cerf, 1916
- C. minoica Bartsch & Pühringer, 2005
- C. minor (Staudinger, 1856)
- C. mirza Le Cerf, 1938
- C. modica Le Cerf, 1938
- C. monspeliensis (Staudinger, 1856)
- C. montandoni Le Cerf, 1922
- C. moreaui (Le Cerf, 1911)
- C. morosa Le Cerf, 1937
- C. mudjahida Špatenka, 1997
- C. murzini Gorbunov, 2001
- C. muscaeformis (Vieweg, 1789)
- C. mutilata (Staudinger, 1887)
- C. myrsinites Pinker, 1954
- C. mysiniformis (Boisduval, 1840)
- C. nigrifrons (Le Cerf, 1911)
- C. obraztsovi Sheljuzhko, 1943
- C. ophimontana Gorbunov, 1991
- C. oryssiformis (Herrich-Schäffer, 1845)
- C. osmiaeformis (Herrich-Schäffer, 1848)
- C. oxybeliformis (Herrich-Schäffer, 1846)
- C. palustris Kautz, 1927
- C. pechi (Staudinger, 1887)
- C. pepsiformis Lederer, 1852
- C. powelli Le Cerf, 1920
- C. proximata (Staudinger, 1891)
- C. pudorina (Staudinger, 1881)
- C. pungeleri (Spatenka, 1987)
- C. purpurea Spatenka & Kallies, 2006
- C. ramburi (Staudinger, 1866)
- C. regula (Staudinger, 1891)
- C. rhodia (Druce, 1899)
- C. rondonana Le Cerf, 1922
- C. roseiventris (Bartel, 1912)
- C. ruficoronata Kallies, Petersen & Riefenstahl, 1998
- C. schizoceriformis (Kolenati, 1846)
- C. schmidtiiformis (Freyer, 1836)
- C. schreiteri (Köhler, 1972)
- C. schroederi Toševski, 1993
- C. schwingenschussi (Le Cerf, 1937)
- C. sefid Le Cerf, 1938
- C. sertavulensis Gorbunov & Špatenka, 2001
- C. sevenari Lipthay, 1961
- C. similis Lastuvka, 1983
- C. sogdianica Špatenka, 1987
- C. staudingeri (Failla-Tedaldi, 1890)
- C. stelidiformis (Freyer, 1836)
- C. tahira Kallies & Petersen, 1995
- C. taurica Špatenka, 1997
- C. tenthrediniformis (Denis & Schiffermüller, 1775) – Wolfsmelkwespvlinder
- C. thomyris Le Cerf, 1938
- C. thracica Laštuvka, 1983
- C. turbida Le Cerf, 1937
- C. uilica Gorbunov, 2001
- C. umbrifera (Staudinger, 1870)
- C. weidenhofferi Špatenka, 1997
- C. xantho Le Cerf, 1937
- C. xanthosticta (Hampson, 1893)
- C. xanthotrigona Bartsch & Kallies, 2008
- C. zarathustra Gorbunov & Špatenka, 1992
- C. zimmermannii (Lederer, 1872)

soorten die volgens Pühringer & Kallies (2004) niet in dit geslacht horen
- Chamaesphecia andrianony Viette, 1982
- Chamaesphecia atramentaria Zukowsky, 1950
- Chamaesphecia aurata (Edwards, 1881)
- Chamaesphecia borsanii Köhler, 1953
- Chamaesphecia breyeri Köhler, 1941
- Chamaesphecia clathrata Le Cerf, 1917
- Chamaesphecia lemur Le Cerf, 1957
- Chamaesphecia penthetria Zukowsky, 1936
- Chamaesphecia pluto Zukowsky, 1936
- Chamaesphecia seyrigi Le Cerf, 1957
- Chamaesphecia tritonias Hampson, 1919